# Заїзд (Роменський район)
Заї́зд —  село в Україні, в Сумській області, Роменському районі. Населення становить 144 особи. Входить до складу Роменської міської громади. До 2020 орган місцевого самоврядування - Великобубнівська сільська рада.

## Географія
Село Заїзд розташоване на правому березі річки Ромен, вище за течією на відстані 1.5 км село Посад, нижче за течією на відстані 1.5 км розташоване село Мокіївка, на протилежному березі - село Ведмеже.
Уздовж русла річки проведено кілька іригаційних каналів.

## Історія
Село постраждало внаслідок геноциду українського народу, проведеного урядом СРСР 1923-1933 та 1946-1947 роках.
12 червня 2020 року, відповідно до розпорядження Кабінету Міністрів України № 723-р «Про визначення адміністративних центрів та затвердження територій територіальних громад Сумської області», село увійшло до складу Роменської міської громади.
19 липня 2020 року, в результаті адміністративно-територіальної реформи та ліквідації Роменського району(1930—2020), увійшло до складу новоутвореного Роменського району.